# Von-Vincke-Schule
Die von-Vincke-Schule ist eine Schule für blinde und sehbehinderte Schüler in der Stadt Soest in Nordrhein-Westfalen. Sie ist die einzige Förderschule für den Förderschwerpunkt Sehen mit einem Bildungsgang Realschule in Nordrhein-Westfalen und wurde nach dem preußischen Politiker und Reformer Ludwig von Vincke benannt.

## Daten und Fakten
Die Schule bietet die Bildungsgänge Realschule, Hauptschule und Grundschule sowie die Bildungsgänge im weiteren Förderschwerpunkt Lernen und Geistige Entwicklung. Zum Bildungsangebot der Schule gehört außerdem eine pädagogische Frühförderung für Kinder mit einer Beeinträchtigung des Sehens. Im Rahmen der Inklusion fördert die Schule weiterhin blinde und sehbehinderte Schüler an allgemeinen Schulen. Die Schule hat insgesamt etwa 120 Schüler. Der Schulleiter ist Andreas Liebald.
Seit dem 11. März 2009 trägt die von-Vincke-Schule das Gütesiegel Schule ohne Rassismus – Schule mit Courage.

## Ausstattung
Die Einrichtung besitzt eine Schwimmhalle, eine Sporthalle und einen Fußballplatz mit Kunstrasen. Dieser Fußballplatz war eine Spende des DFB.
Auf dem Gelände befinden sich außerdem eine Mensa und ein Internat.

## Bekannte Schüler
- Hans-Eugen Schulze (1922–2013), Richter am Bundesgerichtshof